# Ксения Юрьевна
Ксения Юрьевна (ум. в 1312) — дочь новгородского боярина Юрия Михайловича. Некоторые исследователи неправильно считают её дочерью князя тарусского того же имени и отчества. Местночтимая (Тверская епархия) святая (в иночестве Мария): день памяти — 1-е воскресенье после 29 июня (12 июля) (Собор Тверских святых).

## Биография
В 1263 году стала второй супругой великого князя тверского и владимирского Ярослава Ярославича.

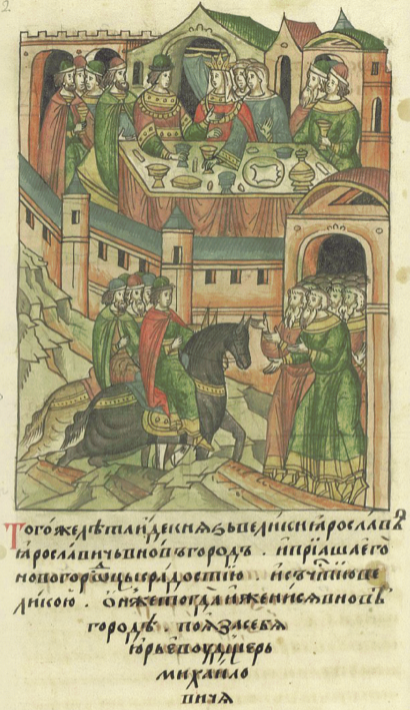
Женитьба Ярослава Ярославича и Ксении Юрьевны в Новгороде

В 1285 году заложила в Твери на месте деревянной Козмодамианской церкви каменный Спасо-Преображенский собор и присутствовала на освящении его 8 ноября 1290 года. Летописи отмечают, что она воспитала сына своего Михаила (святого) "во страсе Господни, и научи святым книгам и всякой премудрости". В то же почти время, с её соизволения, место первого тверского епископа Симеона занял гордый и легкомысленный Андрей, сын литовского князя Герденя, бывший до того времени игуменом Общего монастыря.
В 1304 году митрополит Максим именем Ксении удерживал московского князя Юрия Даниловича от его намерения предвосхитить право на великокняжеский стол у Михаила тверского: "аз имаюся тебе с великой княгиней Оксиньею, материю великого князя Михайла, чего восхощешь изо отчины вашея, то ти дасть".
Скончалась инокиней и схимницей и была погребена в основанном ею Спасо-Преображенском соборе.

## Канонизация
Была причислена к лику святых вскоре после смерти (местно); 2-й раз — в 1988 году (местно).